# Geraldine Seydoux
Geraldine Seydoux (* 1964 in Paris) ist eine französisch-amerikanische Entwicklungsbiologin, Molekularbiologin und Genetikerin an der Johns Hopkins University.

## Leben
Nach schulischer Ausbildung in Frankreich und Italien ging Geraldine Seydoux 1982 in die Vereinigten Staaten, wo sie 1986 an der University of Maine einen Bachelor in Biochemie und 1991 an der Princeton University einen Ph.D. in Molekularbiologie erhielt. Als Postdoktorandin arbeitete an der Carnegie Institution of Washington, bevor sie 1995 Assistant Professor an der Johns Hopkins University (JHU) wurde. Im Jahr 2000 wurde sie Associate Professor, 2005 erhielt sie eine ordentliche Professur. An der Johns Hopkins University School of Medicine ist sie seit 2017 Vizedekan für Grundlagenforschung und hat (Stand 2019) eine Professur für Molekularbiologie und Genetik inne. Ihre Professur trägt den Namen Huntington Sheldon Professor in Medical Discovery. Seit 2005 forscht Seydoux zusätzlich für das Howard Hughes Medical Institute (HHMI).

## Wirken
Seydoux verwendet Caenorhabditis elegans als Modellorganismus. Sie befasst sich mit den Mechanismen, mit denen Zellen in der frühesten Ontogenese entscheiden, ob sie zur Keimbahn gehören oder sich zu einer somatischen Zelle entwickeln. Sie konnte zeigen, dass die globale Inhibierung der Transkription von mRNA dabei ein wichtiger erster Schritt ist. Erste Asymmetrien der befruchteten Eizelle, die für die Entwicklung spezifischer Zelltypen wichtig sind, werden durch spezifische Interaktionen von Proteinen der Eizelle und des Spermiums eingebracht. Jüngere Arbeiten Seydoux’ befassen sich mit Mitgliedern einer Proteinfamilie, die zum Gerüst von RNA-Granula gehören und mit neuen Anwendungen der CRISPR/Cas-Methode.

## Auszeichnungen
Im Jahr 2001 erhielt Sedoux eine MacArthur Fellowship. 2013 wurde sie in die American Academy of Arts and Sciences, 2016 in die National Academy of Sciences gewählt. Für 2022 erhielt sie den Gruber-Preis für Genetik.